# Давис Бертанс
Давис Бертанс (лет. Dāvis Bertāns; Валмијера, 12. новембар 1992) летонски је кошаркаш. Игра на позицијама крилног центра и крила, а тренутно наступа за Дубаи.

## Каријера

### Клупска
Бертанс је каријеру почео у Летонији, где је наступао за неколико летонских клубова. У новембру 2010. потписао је уговор са љубљанском Олимпијом.
Појавио се на драфту 2011. године, где су га у другој рунди као 42 пика изабрали Индијана пејсерси, али је затим одмах трејдован у Сан Антонио спарсе.
Због неисплаћених зарада раскинуо је уговор са Олимпијом и потписао је 4. јануара троипогодишњи уговор са Партизаном. Са Партизаном је у сезони 2011/12. освојио Куп Радивоја Кораћа и првенство Србије. У сезони 2012/13. је освојио АБА лигу и Кошаркашку лигу Србије. У јуну 2013, на мечу финалне серије са Црвеном звездом покидао је лигаменте колена након чега је морао да оде на вишемесечну паузу. Вратио се на терен у марту 2014. и помогао Партизану да освоји још једно првенство Србије. У јулу 2014. је раскинуо уговор са црно-белима. Након тога је потписао трогодишњи уговор са шпанским прволигашем Саски Басконијом. Након две сезоне проведене у Виторији, Бертанс је 14. јула 2016. године потписао уговор са Сан Антонио спарсима.

### Репрезентативна
Наступао је за репрезентацију Летоније на Европском првенству 2011. у Литванији. Летонија је учешће на првенству завршила у првој фази са 5 пораза.

## Успеси

### Клупски
- Олимпија Љубљана:
  - Куп Словеније (1): 2011.
- Партизан:
  - Јадранска лига (1): 2012/13.
  - Првенство Србије (3): 2011/12, 2012/13, 2013/14.
  - Куп Србије (1): 2012.

### Репрезентативни
- Европско првенство до 18 година:  2010.